# Stêphanô Nguyễn Như Thể
Stêphanô Nguyễn Như Thể (1 tháng 12 năm 1935 – 16 tháng 12 năm 2024) là một Giám mục Công giáo Việt Nam, nguyên Tổng Giám mục Giáo phận Huế (1998–2012). Khẩu hiệu Giám mục của ông làː Để cho trần gian được sống.
Nguyễn Như Thể sinh tại Quảng Trị năm 1935 trong một gia đình có truyền thống Công giáo lâu đời. Với sự động viên từ hai người họ hàng là linh mục, cậu bé Thể theo đuổi con đường tu trì kể từ năm 12 tuổi. Sau 15 năm đi theo con đường tu học, theo học các chủng viện tại Huế cũng như Sài Gòn, ông được phong chức linh mục năm 1962.
Suốt giai đoạn linh mục, linh mục Nguyễn Như Thể chỉ tham gia mục vụ quản lý các giáo xứ trong tổng thời gian kéo dài chưa đến một năm. Phần lớn thời gian, ông đảm trách cương vị giáo sư chủng viện và sau này là Giám đốc Chủng viện. Ông từng du học Pháp và tốt nghiệp văn bằng Thạc sĩ Thần học Tín lý.
Sau biến cố năm 1975, linh mục Nguyễn Như Thể được bổ nhiệm chức Tổng giám mục phó Tổng giáo phận Huế và nhanh chóng được tấn phong vào tháng 9 năm 1975 bởi chủ phong là Tổng giám mục Philípphê Nguyễn Kim Điền. Sau thời gian 8 năm đồng quản lý giáo phận, vì lý do sức khỏe, ông từ nhiệm chức Tổng giám mục phó năm 1983.
Sau cái chết của Tổng giám mục Điền và nhiều đời giám quản liên tiếp, Tổng giám mục Thể được chọn làm Giám quản Tông Tòa Tổng giáo phận Huế năm 1994 và chính thức trở thành Tổng giám mục tổng giáo phận này vào năm 1998. Ông từ nhiệm năm 2012 vì lý do tuổi tác theo Giáo luật Công giáo.
Tổng giám mục Nguyễn Như Thể qua đời vào ngày 16 tháng 12 năm 2024 tại Nhà chung Tổng giáo phận Huế.

## Thân thế
Tổng giám mục Stêphanô Nguyễn Như Thể sinh ngày 1 tháng 12 năm 1935 tại Giáo xứ Cây Đa, thuộc địa phận xã Hải Thọ, Tổng giáo phận Huế (huyện Hải Lăng, tỉnh Quảng Trị), có nguyên quán là thôn Nho Lâm, xã Quảng Phú,  huyện Quảng Điền, tỉnh Thừa Thiên Huế. Sau khi sinh được hai ngày, cậu được chịu nghi thức Bí tích Rửa Tội, tại giáo xứ Cây Da.
Cụ nội Tổng giám mục Nguyễn Như Thể là ông Phaolô Nguyễn Quang Lập, từng theo thân mẫu lánh nạn Văn Thân rời Nho Lâm đến lánh nạn tại khu vực mà ngày nay thuộc giáo xứ Cây Đa. Ông Lập kết hôn với bà Anna Trần Thị Long, đảm nhận chức Câu trong Ban điều hành Giáo xứ. Trong số các người con, ngoài ông Phaolô Nguyễn Như Thành là thân phụ Nguyễn Như Thể, còn có linh mục Philipphê Nguyễn Như Danh.
Song thân của Nguyễn Như Thể là ông Phaolô Nguyễn Như Thành (1901–1978) và bà Catarina Nguyễn Thị Nhạn (1904–1974). Ông Thành cũng từng đảm nhận chức Câu, đứng đầu ban điều hành giáo xứ (ban chức việc). Hai ông bà sinh được 7 người con gồm 3 nam và 4 nữ. Là một gia đình giáo dân nhiệt thành, ông bà khích lệ các con đi theo con đường tu tập hiến mình cho tôn giáo. Do ảnh hưởng của cha mẹ, trong số 7 người con, đã có ba người đi theo con đường tu trì Công giáo gồm Tổng giám mục Nguyễn Như Thể, nữ tu Nguyễn Thị Tùy thuộc dòng Mến Thánh Giá, và nữ tu Nguyễn Thị Thuyết thuộc dòng Con Đức Mẹ Vô Nhiễm Phú Xuân Huế.

## Quá trình tu tập
Chịu ảnh hưởng từ gia đình và từ người chú ruột, linh mục Philipphê Nguyễn Như Danh (1905-1980) và cậu ruột là linh mục Đa Minh Nguyễn Văn Trân, Nguyễn Như Thể từ thuở nhỏ đã có ý muốn đi theo con đường tu trì. Nguyễn Như Thể nhập học Tiểu chủng viện An Ninh, Huế vào tháng 7 năm 1947. Tiểu chủng sinh Thể được lòng các chủng sinh khác cũng như các giáo sư chủng viện. Cậu có đời sống nội tâm sâu sắc, có thành tích cao trong học tập và thường tham gia các hoạt động cộng đoàn. Sau khi tốt nghiệp tốt nghiệp văn tú tài toàn phần ban Triết chương trình Pháp, chủng sinh Thể nhập học Đại chủng viện Thánh Giuse Sài Gòn tháng 8 năm 1955. Quyết định đưa các đại chủng sinh nhập học tài Sài Gòn là do Hạt Đại diện Tông Tòa Huế sắp xếp cơ sở đại chủng viện cho Tiểu chủng viện An Ninh sử dụng để tránh chiến sự. Sau đó, chủng sinh Thể và các chủng sinh được đưa đến học tại Đại chủng viện Xuân Bích Thị Nghè.
Trong quá trình tu học, chủng sinh Nguyễn Như Thể lần lượt nhận các chức nhỏ: chức Một (20 tháng 9 năm 1958) tại Đan viện Thiên An, chức Hai (24  tháng 1 năm 1959) tại La Vang, chức Ba và Bốn (ngày 13 tháng 3 năm 1960) tại Sài Gòn và chức Năm (ngày 27 tháng 5 năm 1961) tại Phủ Cam, Huế. Một ngày sau khi lãnh chức Năm, chủng sinh Nguyễn Như Thể được phong chức Phó tế tại Nhà thờ chính tòa Phủ Cam.

## Thời kỳ linh mục
Chỉ sau hơn 7 tháng lãnh chức Phó tế, ngày 6 tháng 1 năm 1962, Phó tế Nguyễn Như Thể được thụ phong linh mục tại Vương cung Thánh đường Đức Mẹ La Vang, do Giám mục Jean-Baptiste Urrutia Thi làm chủ lễ. Sau khi thụ phong, tân linh mục được bổ nhiệm đảm trách vai trò linh mục phó giáo xứ Thạch Hãn, hỗ trợ mục vụ cho linh mục Nguyễn Như Danh, là chú ruột tân linh mục. Ông và bắt đầu thi hành mục vụ tại đây ngày 1 tháng 2 năm 1962 và đảm trách vai trò này đến ngày 1 tháng 8 cùng năm.
Sau đó, linh mục Thể được bổ nhiệm đảm trách vai trò Giáo sư Tiểu Chủng viện Hoan Thiện Huế và đảm trách vai trò này đến tháng 7 năm 1972, trừ giai đoạn du học từ tháng 10 năm 1968 đến tháng 8 năm 1970. Thời gian du học, linh mục Nguyễn Như Thể học tại Đại học Công giáo Paris. Ông tốt nghiệp Thạc sĩ Thần học Tín lý tại đây.
Tháng 8 năm 1972, linh mục Nguyễn Như Thể được bổ nhiệm làm Giám đốc Tiểu Chủng viện Hoan Thiện Huế và đảm nhận chức vị này cho đến tháng 4 năm 1975. Các tiểu chủng sinh ghi nhận Nguyễn Như Thể là một giáo sư tài đức, có tính cách trầm tĩnh, hiền hòa nhưng nghiêm nghị cùng tính kiên nhẫn để đào tạo các linh mục tương lai. Từ tháng 6 năm 1975, ông được bổ nhiệm làm Quản xứ Phanxicô, kế nhiệm người chú là linh mục Danh. Tuy vậy, công việc quản xứ chỉ vừa tạm ổn định thì linh mục Thể được chọn làm Tổng giám mục phó. Theo thông tin từ Tòa Tổng giám mục Huế, linh mục Nguyễn Như Thể đảm nhận giáo vụ tại đây từ tháng 7 đến tháng 9 năm 1975.

## Tổng giám mục phó Tổng giáo phận Huế
Ngày 7 tháng 9 năm 1975, Tòa Thánh công bố linh mục Stêphanô Nguyễn Như Thể được bổ nhiệm giữ chức Giám mục hiệu tòa Tipasa, chức vị Tổng giám mục phó Tổng giáo phận Huế. Khẩu hiệu Giám mục của ông là "Pro Mundi vita" (Để cho trần gian được sống). Lễ Tấn phong Giám mục được cử hành ngày 7 tháng 9 năm 1975 tại nhà thờ chính tòa Phủ Cam, do Tổng giám mục Philipphê Nguyễn Kim Điền chủ phong, với hai Giám mục Phêrô Maria Phạm Ngọc Chi và Phanxicô Xaviê Nguyễn Quang Sách phụ phong.
Ngày 23 tháng 11 năm 1983, Tòa Thánh chấp thuận đơn xin hồi hưu vì lý do sức khỏe của Tổng giám mục phó Nguyễn Như Thể. Từ năm 1984 đến năm 1994, ông nghỉ dưỡng và hoàn toàn không tham gia các sinh hoạt mục vụ Công giáo. Ngày 9 tháng 1 năm 1992, Giáo hoàng Gioan Phaolô II bổ nhiệm Tổng giám mục Thể làm thành viên của Hội đồng Tòa Thánh về Đối thoại Liên tôn. Ông là vị Giám mục đầu tiên của Việt Nam được bổ nhiệm làm Thành viên ở một cơ quan Trung ương của Tòa Thánh. Ông đã tham dự khóa họp của Hội đồng diễn ra từ ngày 9 đến 13 tháng 11 năm 1992 tại Rôma. Ông đã đảm nhận vai trò này trong hai nhiệm kỳ, kéo dài tổng cộng mười năm.(3:38)

## Giám quản Tông Tòa Tổng giáo phận Huế
Sau khi Tổng giám mục Philipphê Nguyễn Kim Điền qua đời năm 1988, Tổng giáo phận Huế được Hồng y Tổng giáo phận Hà Nội Giuse Maria Trịnh Văn Căn làm giám quản, sau khi Hồng y Căn qua đời thì linh mục Giacôbê Lê Văn Mẫn làm Giám quản. Ngày 23 tháng 3 năm 1994, khi nguyên Tổng giám mục phó Stêphanô Nguyễn Như Thể được Tòa Thánh bổ nhiệm làm Giám quản Tông Tòa Tổng giáo phận Huế với dạng thức Giám quản Sede vacante ad nutum Sanctae Sedis (Giám quản do trường hợp khuyết vị và do Tông Tòa  định đặt). Ông chính thức nhậm chức Giám quản ngày 12 tháng 5 cùng năm tại Nhà thờ chính tòa Phủ Cam. Tham dự lễ nhậm chức có 5 giám mục đến từ các giáo phận khác và 80 linh mục Tổng giáo phận Huế và ngoài Tổng giáo phận.
Sau khi chính thức nhậm chức giám quản, Tổng giám mục Nguyễn Như Thể đã khôi phục lại được sự hoạt động của Đại chủng viện Huế. Đại chủng viện mở lại tháng 11 năm 1994, chiêu sinh các chủng sinh từ ba giáo phận là Huế, Kon Tum và Đà Nẵng. Ông cũng đã chủ sự nghi lễ tấn phong linh mục đầu tiên kể từ năm 1976, với 5 tân linh mục được phong vào tháng 9 năm 1994. Tháng 10 năm 1994, ông sang Rôma dự phiên họp Thượng Hội đồng Giám mục Thế giới với chủ đề: "Đời sống Thánh hiến và vai trò của nó trong Giáo hội và trong thế giới". Trong khuôn khổ Thượng hội đồng, ông có bài phát biểu vào ngày 7 tháng 10. Trong thời kỳ Giám quản của Tổng giám mục Nguyễn Như Thể, Đại chủng Huế đã được tái lập vào tháng 11 năm 1994. Đan viện Cát Minh cũng được cho tái lập vào tháng 10 năm 1996.
Năm 1995, Tổng giám mục Nguyễn Như Thể được chọn làm Chủ tịch Uỷ ban Linh mục, Tu sĩ và Chủng sinh và giữ chức danh này trong hai nhiệm kỳ, đến năm 2001. Với cương vị này, ông tổ chức Hội nghị 6 Đại chủng viện và khai sinh Học viện Liên Dòng nữ để đào tạo các nữ tu từ ba dòng tu: Dòng Mến Thánh Giá, Dòng Con Đức Mẹ Vô Nhiễm và Dòng Con Đức Mẹ. Trong chuyến thăm mục vụ Ad Limina năm 1996 của Hội đồng Giám mục Việt Nam có 14 giám mục tham dự, Tổng giám mục Thể là một trong số các giáo sĩ này và có bài giảng trong bối cảnh giám mục đoàn cử hành lễ tại Vương cung thánh đường Thánh Phaolô Ngoại thành.

## Tổng giám mục Tổng giáo phận Huế
Ngày 1 tháng 3 năm 1998, Giáo hoàng Gioan Phaolô II ấn ký tông sắc bổ nhiệm Tổng giám mục Nguyễn Như Thể làm Tổng giám mục Tổng giáo phận Huế. Quyết định này được công bố chính thức vào ngày 9 tháng 3 năm 1998 bởi bộ Truyền giáo. Việc bổ nhiệm này là một trong ba bổ nhiệm đạt được sau cuộc đối thoại giữa Tòa Thánh và chính quyền Việt Nam vào tháng 2 năm 1998.
Lễ nhậm chức của Tân Tổng giám mục được tổ chức vào ngày 9 tháng 4 cùng năm. Do không thể đến Rôma nhận dây pallium, nghi lễ trao dây này cho Tân Tổng giám mục Nguyễn Như Thể được tổ chức ngày 14 tháng 8 năm 1998, nhân lễ kỷ niệm 200 năm Đức Mẹ hiện ra tại La Vang, do Hồng y – Tổng giám mục Tổng giáo phận Hà Nội Phaolô Giuse Phạm Đình Tụng thực hiện nghi thức. Cùng trong buổi lễ kỷ niệm này, Tổng giám mục Nguyễn Như Thể đã chuẩn y và công bố Kinh Thánh Mẫu La Vang. Trước đó, ông đã tham dự Thượng Hội đồng Giám mục Á Châu, tổ chức tại Rôma vào tháng 5 năm 1998, và có bài phát biểu dựa trên đề tài Hội nhập Văn hóa trong bối cảnh Tôn kính Tổ tiên và Rao giảng Phúc Âm tại Việt Nam.
Trong năm 1999, Tổng giám mục Thể đã tổ chức Tọa đàm về Tôn kính Tổ tiên tại Huế vào tháng 10, cũng như tham gia cứu trợ bão lụt vào tháng 11. Tháng 6 năm 2000, cùng với sự kiện kỷ niệm 150 năm thiết lập Tổng giáo phận Huế, ông cử hành nghi thức cung hiến Nhà thờ chính tòa Phủ Cam. Tháng 10 cùng năm, ông đã cho tổ chức buổi tọa đàm với chủ đề Một số vấn đề Văn hóa Công giáo Việt Nam.
Tổng giám mục Nguyễn Như Thể tham dự chuyến viếng thăm Ad Limina 2002 và có bài giảng lễ trong thánh lễ tại Vương cung thánh đường Thánh Phêrô. Cùng trong năm 2002, ông đã cử hành nghi thức Đặt viên đá đầu tiên của Trung tâm Mục vụ Tổng giáo phận Huế vào tháng 9. Một buổi tọa đàm khác mang chủ đề Sống đạo theo cung cách Việt Nam được Tổng giám mục Thể cho tổ chức vào tháng 4 năm 2005. Cùng trong tháng này, Tổng giám mục Thể đã truyền chức giám mục cho tân giám mục phụ tá Phanxicô Xaviê Lê Văn Hồng. Trong năm 2005, ông cũng cho xây dựng Trụ sở Huế ở Sài Gòn, trong khi tổ chức khánh thành và thánh hiến Trung tâm Mục vụ Tổng giáo phận Huế vào tháng 12 năm 2005.
Trong giai đoạn từ năm 2006 đến năm 2009, dưới sự quản lý của Tổng giám mục Nguyễn Như Thể, Tổng giáo phận đã tổ chức Hội nghị Thường niên Hội đồng Giám mục Việt Nam vào tháng 9 năm 2006; thăm mục vụ Giáo phận Thakhek (Lào) và Thare (Thái Lan) vào tháng 11 năm 2007. Tổng giáo phận cũng đã nhận lại hơn 190.000 km2 đất tại khu trung tâm hành hương Toàn quốc Đức Mẹ La Vang. Trong năm 2010, Tổng giám mục Thể đã góp phần xây dựng cộng đoàn nữ tu phục vụ tại Tòa Tổng giám mục Huế (tháng 8 năm 2010), tổ chức tọa đàm Thân thế và Sự nghiệp Linh mục Léopold-Michel Cadière (tháng 10 năm 2010). Tổng giám mục Thể cũng đã cho tổ chức Bế mạc Năm Thánh của Giáo hội Công giáo Việt Nam tại La Vang, đồng thời cử hành nghi thức làm phép viên đá Đầu tiên xây dựng Vương cung Thánh đường Đức Mẹ La Vang vào tháng 1 năm 2011. Ông cũng đã cho trùng tu Nghĩa trang Giáo sĩ Huế tại Đồi Thiên Thai vào tháng 5 năm 2011. Tính từ khi nhậm chức Giám quản cho đến tháng 1 năm 2012, Tổng giám mục Nguyễn Như Thể đã phong chức linh mục cho 100 tân linh mục xuất thân từ các dòng tu cũng như chủng sinh linh mục triều.
Ngày 15 tháng 8 năm 2012, Tổng giám mục Nguyễn Như Thể cử hành nghi thức Đặt viên đá đầu tiên xây dựng Vương cung Thánh đường Đức Mẹ La Vang. Ngày 18 tháng 8 năm 2012, văn phòng Báo chí Tòa Thánh thông báo Giáo hoàng đã chấp thuận đơn từ nhiệm Tổng giám mục Tổng giáo phận Huế của Tổng Giám mục Stêphanô Nguyễn Như Thể và bổ nhiệm Giám mục Phanxicô Xaviê Lê Văn Hồng, Giám mục phụ tá Tổng giáo phận Huế làm Tổng giám mục kế vị. Tính đến năm 2019, sức khỏe của Tổng giám mục Nguyễn Như Thể đã suy yếu: ông gặp khó khăn khi đi ra khỏi phòng và khỏi Tòa giám mục Huế. Tháng 1 năm 2020, Tổng giám mục Nguyễn Như Thể phát hành tập 8 quyển sách các bài giảng lễ mang tên Cho trần gian được sống".

## Qua đời và an táng
Ngày 6 tháng 11 năm 2024, Tổng giám mục Giuse Nguyễn Chí Linh đã đến thăm nguyên Tổng giám mục Stêphanô Nguyễn Như Thể đang trong tình trạng đau yếu, cùng kêu gọi mọi người cầu nguyện cũng như hạn chế đến thăm nguyên tổng giám mục do tình trạng bệnh tình. Bài viết trên trang Tổng giáo phận Huế cho biết tình trạng của nguyên Tổng giám mục là chưa đến nỗi nguy kịch.
Tổng giám mục phó Tổng giáo phận Huế Giuse Đặng Đức Ngân đã cho phóng viên báo Công giáo và Dân tộc biết thông tin nguyên Tổng giám mục Nguyễn Như Thể qua đời vào chiều ngày 16 tháng 12 năm 2024. Cụ thể, nguyên Tổng giám mục qua đời vào lúc 18 giờ 15 phút chiều ngày 16 tháng 12 tại Nhà Chung (Tòa Tổng giám mục) Tổng giáo phận Huế. Theo tin báo xuất bản ngày 17 tháng 12, nghi thức đánh chuông báo tử cử hành vào sáng ngày 17 tháng 12 tại các nhà thờ thuộc Tổng giáo phận, nghi thức nhập quan vào 14 giờ cùng ngày. Thánh lễ an táng sẽ được cử hành vào sáng ngày 20 tháng 12 năm 2024 tại Nhà thờ chính tòa Phủ Cam, sau đó linh cữu của cố Tổng giám mục sẽ được an táng tại Nghĩa trang giáo sĩ đồi Thiên Thai. Tòa Tổng giám mục sau đó cũng đã công bố ai tín, bao gồm tiểu sử chi tiết của cố Tổng giám mục trong cùng ngày. Tổng giám mục Giuse Nguyễn Chí Linh công bố tin buồn, trong khi linh mục Tổng đại diện thông báo và phân công tang lễ cố Tổng giám mục Stêphanô. Nghi thức tẫn liệm đã được cử hành vào chiều ngày 17 tháng 12, và thi hài cố Tổng giám mục được đưa đến Nhà thờ chính tòa Phủ Cam để các đoàn đến viếng. Ngay sau khi di quan, Tổng giáo phận Huế dâng lễ cầu nguyện đầu tiên cho Ngài. Nhiều phái đoàn tôn giáo, và dân sự đã đến viếng cố Tổng giám mục: Công an Thành phố Hà Nội, Ban Tôn giáo Chính phủ, các phái đoàn lãnh đạo Thừa Thiên Huế, Quảng Trị, Đà Nẵng và Quảng Nam. Tối ngày 19 tháng 12, Tổng giáo phận tổ chức giờ tưởng niệm về cuộc đời cố Tổng giám mục, và thánh lễ an táng đã được cử hành sáng ngày 20 tháng 12 do Tổng giám mục Giuse Nguyễn Năng chủ tế. Cả hai sự kiện được tổ chức tại Nhà thờ chính tòa Phủ Cam. Cố Tổng giám mục được an táng tại Nghĩa trang Giáo sĩ Tổng giáo phận Huế. Thánh bộ Loan báo Tin Mừng thuộc Giáo triều Rôma đã gửi thư phân ưu đến Tổng giám mục Giuse Nguyễn Chí Linh.

## Tông truyền
Tổng giám mục Stêphanô Nguyễn Như Thể được tấn phong giám mục năm 1975, thời Giáo hoàng Phaolô VI, bởi:
- Chủ phong: Philipphê Nguyễn Kim Điền, Tổng giám mục chính tòa Tổng giáo phận Huế.
- Hai giám mục phụ phong: Phêrô Maria Phạm Ngọc Chi, Giám mục chính tòa Giáo phận Đà Nẵng và Phanxicô Xaviê Nguyễn Quang Sách, giám mục phó Giáo phận Đà Nẵng.

Tổng giám mục Stêphanô Nguyễn Như Thể đóng vai trò chủ phong trong nghi thức truyền chức cho giám mục:
- Năm 1999, giám mục Phêrô Nguyễn Soạn, cố giám mục chính tòa giáo phận Qui Nhơn
- Năm 2005, giám mục Phanxicô Xaviê Lê Văn Hồng, hiện là nguyên tổng giám mục tổng giáo phận Huế.
- Năm 2009, giám mục Vinh Sơn Nguyễn Văn Bản, hiện là giám mục chính tòa giáo phận Hải Phòng

Tổng giám mục Stêphanô Nguyễn Như Thể đóng vai trò phụ phong trong nghi thức truyền chức cho các giám mục:
- Năm 2006, giám mục Phêrô Nguyễn Văn Đệ, hiện là nguyên giám mục chính tòa giáo phận Thái Bình.
- Năm 2006, giám mục Giuse Châu Ngọc Tri, hiện là giám mục chính tòa giáo phận Lạng Sơn và Cao Bằng.
- Năm 2008, giám mục Lôrensô Chu Văn Minh, hiện là nguyên giám mục phụ tá tổng giáo phận Hà Nội.

Dưới đây là sơ đồ tính Tông truyền từ giám mục Việt Nam đầu tiên được giám mục ngoại quốc chủ phong cho đến đời Tổng giám mục Nguyễn Như Thể.

## Nhận xét
Linh mục Bề trên Antôn Huỳnh Đầy, dòng Thánh Tâm Huế nêu quan điểm về sự trợ giúp của Tổng giám mục Nguyễn Như Thể với hội dòng này:
| “ | Đức Tổng Giám mục Stêphanô Nguyễn Như Thể không là một ân sư trên giảng đường nhưng Ngài là Đại ân sư trên Giảng đài. Vị ân sư này không dạy: Toán, Lý, Hóa… nhưng Ngài dạy về Đức tin, vì trong tư cách là Giám mục, Ngài là Tiến sĩ đức tin của Giáo hội. Khi Ngài còn đương nhiệm, Ngài không quên các Hội Dòng và nhất là Dòng Thánh Tâm. Ngài đã để lại một gia sản thiêng liêng vĩ đại trong tâm hồn các Tu sĩ và Linh mục của Dòng. Ngài vẽ đường, đưa bước Hội Dòng qua những bước ngoặt của lịch sử. Ngài giúp Hội Dòng mở sang một trang sử mới. | ” |